# Volkswagen 2,5 (5 cyl.) (diesel)
Den 5-cylindrede 2,5 TDI motor fra Volkswagen blev i forskellige ydelsestrin anvendt i Volkswagen T4 og LT. Desuden blev den anvendt i Audi 100, A6 samt Volvo 850/V70.

## Tekniske specifikationer
|                                                  | AJT                             | ACV                                          | AUF                                          | AHY                                          | AXG                                          |
| ------------------------------------------------ | ------------------------------- | -------------------------------------------- | -------------------------------------------- | -------------------------------------------- | -------------------------------------------- |
| Antal cylindre                                   | 5 i række                       | 5 i række                                    | 5 i række                                    | 5 i række                                    | 5 i række                                    |
| Antal knastaksler (overliggende, tandremsdrevne) | 1                               | 1                                            | 1                                            | 1                                            | 1                                            |
| Antal ventiler pr. cylinder (total)              | 2 (10)                          | 2 (10)                                       | 2 (10)                                       | 2 (10)                                       | 2 (10)                                       |
| Slagvolumen (cm3)                                | 2461                            | 2461                                         | 2461                                         | 2461                                         | 2461                                         |
| Boring (mm)                                      | 81,0                            | 81,0                                         | 81,0                                         | 81,0                                         | 81,0                                         |
| Slaglængde (mm)                                  | 95,5                            | 95,5                                         | 95,5                                         | 95,5                                         | 95,5                                         |
| Kompressionsforhold                              | 19,5:1                          | 19,5:1                                       | 19,5:1                                       | 19,5:1                                       | 19,5:1                                       |
| Max. effekt kW (HK) ved/ O pr min                | 65 (88) / 4500                  | 75 (102) / 3500                              | 75 (102) / 3500                              | 111 (151) / 4000                             | 111 (151) / 4000                             |
| Moment Nm ved/ O pr min                          | 195 / 2000-3600                 | 250 / 1900-2300                              | 250 / 1900-2300                              | 295 / 1900-3000                              | 295 / 1900-3000                              |
| Fødesystem                                       | Direkte elektronisk, turbolader | Direkte elektronisk, turbolader, intercooler | Direkte elektronisk, turbolader, intercooler | Direkte elektronisk, turbolader, intercooler | Direkte elektronisk, turbolader, intercooler |
| Oliekapacitet (liter)                            | 5,5                             | 5,5                                          | 5,5                                          | 5,5                                          | 5,5                                          |
| Modeller                                         | Volkswagen T4                   | Volkswagen T4                                | Volkswagen T4                                | Volkswagen T4                                | Volkswagen T4                                |

|                                                  | AAT                                          | 1T                                           | AEL                                          | ANJ                                          |               |
| ------------------------------------------------ | -------------------------------------------- | -------------------------------------------- | -------------------------------------------- | -------------------------------------------- | ------------- |
| Antal cylindre                                   | 5 i række                                    | 5 i række                                    | 5 i række                                    | 5 i række                                    |               |
| Antal knastaksler (overliggende, tandremsdrevne) | 1                                            | 1                                            | 1                                            | 1                                            |               |
| Antal ventiler pr. cylinder (total)              | 2 (10)                                       | 2 (10)                                       | 2 (10)                                       | 2 (10)                                       |               |
| Slagvolumen (cm3)                                | 2461                                         | 2461                                         | 2461                                         | 2461                                         |               |
| Boring (mm)                                      | 81,0                                         | 81,0                                         | 81,0                                         | 81,0                                         |               |
| Slaglængde (mm)                                  | 95,5                                         | 95,5                                         | 95,5                                         | 95,5                                         |               |
| Kompressionsforhold                              | 21,0:1                                       | 20,5:1                                       | 21,0:1                                       | 19,5:1                                       |               |
| Max. effekt kW (HK) ved/ O pr min                | 85 (115) / 4000                              | 88 (120) / 4250                              | 103 (140) / 4000                             | 80 (109) / 3500                              |               |
| Moment Nm ved/ O pr min                          | 265 / 1900                                   | 265 / 2250                                   | 290 / 1900                                   | 280 / 1900-2500                              |               |
| Fødesystem                                       | Direkte elektronisk, turbolader, intercooler | Direkte elektronisk, turbolader, intercooler | Direkte elektronisk, turbolader, intercooler | Direkte elektronisk, turbolader, intercooler |               |
| Oliekapacitet (liter)                            | 5,0                                          | 5,0                                          | 5,0                                          | 7,8                                          |               |
| Modeller                                         | Audi 100, A6                                 | Audi 100, A6                                 | Audi 100, A6, Volvo V70                      | Audi 100, A6                                 | Volkswagen LT |